# Liste der Straßennamen von Waltenhausen
Die Liste der Straßennamen von Waltenhausen listet alle Straßennamen von Waltenhausen und den Ortsteilen – Weiler und Hairenbuch – auf.

## Liste geordnet nach den Orten
In dieser Liste werden die Straßennamen den einzelnen Orten zugeordnet und kurz erklärt.

### Waltenhausen
| Straßenname         | |
| ------------------- | --- |
| Aletshauser Straße  | benannt nach dem östlich von Waltenhausen gelegenen Dorf Aletshausen, in das die Verlängerung dieser Straße führt |
| Birkenstraße        | benannt nach den Baumarten der Birken |
| Hairenbucher Straße | benannt nach dem westlich von Waltenhausen gelegenen Dorf Hairenbuch, in das die Verlängerung dieser Straße führt (Kreisstraße GZ 13) |
| Hauptstraße         | war wohl in vergangener Zeit mal die Hauptstraße des Dorfes; wenn man heute durch Waltenhausen nur durchfährt, folgt man der Kreisstraße GZ 13, der Weilerstraße und der Hairenbucher Straße beziehungsweise der Ortsverbindungsstraße nach Krumbach, der Thalstraße |
| Hirtenköpfle        | Hirten zogen früher entlang des Hirtenköpfle mit ihren Tieren in Richtung des Hirtenkopfes |
| Kammerfeld          | |
| Kirchplatz          | benannt nach der Kirche von Waltenhausen |
| Krautgartenstraße   | |
| Krumbacher Straße   | benannt nach der nördlich von Waltenhausen gelegenen Stadt Krumbach, in das die Verlängerung dieser Straße führt |
| Lindenstraße        | benannt nach den Baumarten der Linden |
| Mitterösch          | benannt nach dem Flurnamen der westlich an das Dorf angrenzenden Flur |
| Raunauer Straße     | benannt nach dem nördlich von Waltenhausen gelegenen Dorf Hohenraunau, in das die Verlängerung dieser Straße führt |
| Tannengehaustraße   | benannt nach dem Flurnamen der südwestlich an das Dorf angrenzenden Flur |
| Thalstraße          | benannt nach dem Tal des Krumbächles, in dem diese Straße verläuft (Ortsverbindungsstraße nach Krumbach) |
| Theodor-Jörg-Straße | benannt nach dem Lehrer Theodor Jörg |
| Weilerstraße        | benannt nach dem südlich von Waltenhausen gelegenen Dorf Weiler, in das die Verlängerung dieser Straße führt (Kreisstraße GZ 13) |

### Hairenbuch
| Straßenname         | |
| ------------------- | --- |
| Brunnenweg          | benannt nach dem in der Nähe gelegenen Brunnen zur Trinkwasserversorgung des Dorfes                                                                              |
| Burgbergweg         | benannt nach der Burganlage den Herren von Hairenbuch, die bereits im Jahr 1117 abgegangen ist.                                                                  |
| Haldeweg            | |
| Herretshofer Straße | benannt nach dem südlich von Hairenbuch gelegenen Dorf Herretshofen (Gemeinde Kirchhaslach), in das die Verlängerung dieser Straße führt (Ortsverbindungsstraße) |
| Kapellenstraße      | benannt nach der Kapelle von Hairenbuch |
| Kohlstatt           | benannt nach dem Ort an dem früher Holzkohle hergestellt wurde                                                                                                   |
| Kreisstraße         | benannt nach der (Kreisstraße GZ 13) |

### Weiler
| Straßenname     | |
| --------------- | --- |
| Bergäcker       | |
| Dorfstraße      | Hauptstraße des Dorfes, die in südöstlicher Richtung nach Loppenhausen (Gemeinde Breitenbrunn) führt; die Verlängerung der Straße, die Steglesberg heißt, führt in nördlicher Richtung nach Waltenhausen |
| Gartenstraße    | |
| Jägerbergstraße | benannt nach dem Flurnamen und Berg der südwestlich des Dorfes liegt |
| Kastanienweg    | benannt nach der Baumart der Kastanien |
| Reuteweg        | benannt nach dem Flurnamen der südlich an das Dorf angrenzenden Flur |
| Steglesberg     | benannt nach dem Flurnamen der nördlich an das Dorf angrenzenden Flur; führt in nördlicher Richtung nach Waltenhausen; ist die Verlängerung der Dorfstraße                                               |

## Alphabetische Liste
In Klammern ist der Ort angegeben, in dem die Straße ist.
| - Aletshauser Straße (Waltenhausen) - Bergäcker (Weiler) - Birkenstraße (Waltenhausen) - Brunnenweg (Hairenbuch) - Burgbergweg (Hairenbuch) - Dorfstraße (Weiler) - Gartenstraße (Weiler) - Hairenbucher Straße (Waltenhausen) - Haldeweg (Hairenbuch) - Hauptstraße (Waltenhausen) - Herretshofer Straße (Hairenbuch) - Hirtenköpfle (Waltenhausen) - Jägerbergstraße (Weiler) | - Kammerfeld (Waltenhausen) - Kapellenstraße (Hairenbuch) - Kastanienweg (Weiler) - Kirchplatz (Waltenhausen) - Kohlstatt (Hairenbuch) - Krautgartenstraße (Waltenhausen) - Kreisstraße (Hairenbuch) - Krumbacher Str. (Waltenhausen) - Lindenstraße (Waltenhausen) - Mitterösch (Waltenhausen) - Raunauer Straße (Waltenhausen) - Reuteweg (Weiler) - Steglesberg (Weiler) - Tannengehaustraße (Waltenhausen) - Thalstraße (Waltenhausen) - Theodor-Jörg-Straße (Waltenhausen) - Weilerstraße (Waltenhausen) |

| ↑ Zurück zum Inhaltsverzeichnis |